# OMG (bài hát của NewJeans)
"OMG" là một bài hát được thu âm bởi nhóm nhạc nữ Hàn Quốc NewJeans cho album đĩa đơn đầu tiên, OMG. Bài hát được phát hành bởi ADOR, một công ty con của Hybe Corporation, vào ngày 2 tháng 1 năm 2023, với tư cách là đĩa đơn chủ đạo của album.

## Bối cảnh
"OMG" xuất hiện năm tháng sau khi NewJeans phát hành đĩa mở rộng đầu tiên đã đánh dấu thành công về mặt thương mại New Jeans và ba đĩa đơn chính "Attention", "Hype Boy" và "Cookie". Vào ngày 10 tháng 11 năm 2022, trong một cuộc họp báo cộng đồng thường niên của Hybe Corporation được đăng lên YouTube, giám đốc điều hành Park Jiwon đã thông báo rằng NewJeans sẽ trở lại vào ngày 2 tháng 1 năm 2023 với album đĩa đơn đầu tiên OMG.

## Phát hành và quảng bá
Sau khi thông báo về việc phát hành, vào ngày 10 tháng 11 năm 2022, có thông tin tiết lộ rằng album sẽ bao gồm một ca khúc chủ đề cùng tên, cũng như một đĩa đơn phát hành trước, "Ditto", sẽ được phát hành vào ngày 19 tháng 12 năm 2022. Đoạn giới thiệu đầu tiên cho album được phát hành vào ngày 12 tháng 12. Theo lịch trình, NewJeans sẽ phát hành video âm nhạc cho "OMG" do Shin Woo-seok đạo diễn và đĩa đơn này đã được phát hành thông qua một số dịch vụ âm nhạc bao gồm iTunes và Melon. Được phối lại bởi nhà sản xuất gốc Park Jin-su, một phiên bản mới của "OMG" đã được chọn làm đĩa đơn chính cho album remix đầu tay của NewJeans, NJWMX, được phát hành vào ngày 19 tháng 12, 2023.

## Âm nhạc và lời bài hát
Bài hát được viết bởi Gigi, Ylva Dimberg và thành viên của nhóm là Hanni, ba người cũng đã tham gia sáng tác với David Dawood và Park Jin-su. "OMG" được viết bằng cả tiếng Anh lẫn với tiếng Hàn và được sáng tác ở điệu La thứ, với nhịp độ 127 nhịp mỗi phút. Trong một tuyên bố ngắn gọn với các phương tiện truyền thông Hàn Quốc, Giám đốc điều hành ADOR Min Hee-jin nói rằng ca khúc này dựa trên nguồn và bộ gõ trống hip hop, đồng thời là một bài hát R&B hip hop "sôi nổi và thú vị" được tạo ra bằng cách chuyển đổi qua lại giữa UK garage và nhịp trap.
Joshua Minsoo Kim của Pitchfork mô tả "OMG" là một ca khúc R&B tối giản, mềm mại, trong khi JT Early của Beats Per Minute miêu tả nó là "synth-R&B sôi động". August Brown của Los Angeles Times nhận xét bài hát là "pop/R&B của thời kỳ Y2K", Trong khi đó, tạp chí Rolling Stone cho rằng bài hát này là một sự hoài niệm về R&B những năm 1990 với một "sức hút của thế kỷ 21" nhờ vào các âm thanh synth. Phiên bản remix của bài hát được mô tả trong một thông cáo báo chí là một track hip-hop với nhịp điệu Afro.

## Đánh giá chuyên môn
Viết từ Pitchfork, Joshua Minsoo Kim đã mô tả "OMG" là một ca khúc "mang đến một bức chân dung ngọt ngào về nỗi khao khát riêng tư". Rhian Daly từ NME đã xếp hạng 4/5 sao cho "OMG", gọi nó là "sự kết hợp hoàn hảo phù hợp với chủ đề của bài hát: khoảnh khắc trước khi bạn thú nhận tình cảm của mình với ai đó và tìm hiểu xem họ có cảm thấy như vậy không".
Tạp chí NME xếp bài hát ở vị trí thứ tám trong danh sách 25 bài hát K-pop hay nhất năm 2023, khen ngợi "vẻ ngoài táo bạo" và "lời bài hát tinh quái trường tồn". Billboard cũng đưa bài hát vào danh sách 25 bài hát K-pop hay nhất năm, ca ngợi phần sản xuất với âm thanh "vừa quen thuộc lại vừa hướng tới tương lai". Tạp chí Rolling Stone và Los Angeles Times đều đưa "OMG" vào danh sách những bài hát hay nhất năm 2023 cho đến nay, cả hai bài viết đều được công bố vào tháng 6; Rolling Stone đánh giá bài hát là "một ca khúc pop tinh tế với một trái tim rạng rỡ—và đã trở nên rực rỡ hơn"; Los Angeles Times thì cho rằng bài hát chứng minh NewJeans là "hi vọng mới" cho công ty quản lý Hybe. Nhà báo Maria Sherman của Associated Press đã đưa bài hát vào danh sách những bài hát hay nhất năm 2023. "OMG" cũng đứng ở vị trí 26 trong danh sách những bài hát hay nhất năm 2023 của Consequence.

## Giải thưởng
| Tổ chức                       | Năm  | Giải thưởng                          | Kết quả   | Ref.   |
| ----------------------------- | ---- | ------------------------------------ | --------- | ------ |
| Giải thưởng Âm nhạc Billboard | 2023 | Top Global K-Pop Song                | Đề cử     | [ 19 ] |
| The Fact Music Awards         | 2023 | Best Music – Spring                  | Đề cử     | [ 20 ] |
| Japan Gold Disc Awards        | 2024 | Song of the Year by Streaming – Asia | Đoạt giải | [ 21 ] |
| Giải thưởng Âm nhạc Seoul     | 2023 | Best Song Award                      | Đoạt giải | [ 22 ] |

| Tên chương trình | Ngày phát sóng   | T.k    |
| ---------------- | ---------------- | ------ |
| M Countdown      | 12 tháng 1, 2023 | [ 23 ] |
| M Countdown      | 26 tháng 1, 2023 |        |
| Inkigayo         | 15 tháng 1, 2023 | [ 24 ] |
| Inkigayo         | 19 tháng 3, 2023 | [ 25 ] |
| Inkigayo         | 26 tháng 3, 2023 | [ 26 ] |
| Music Bank       | 27 tháng 1, 2023 | [ 27 ] |

## Đội ngũ thực hiện
Đội ngũ thực hiện được ghi chú trên Melon.
- Gigi – viết lời
- Hanni (NewJeans) – viết lời
- Ylva Dimberg – viết lời, phối khí
- David Dawood – phối khí
- Park Jin-su – phối khí, chơi nhạc cụ, lập trình âm thanh

## Bảng xếp hạng
| Bảng xếp hạng (2023)                        | Thứ hạng |
| ------------------------------------------- | -------- |
| Global 200 (Billboard)                      | 10       |
| Argentina (Billboard)                       | 76       |
| Canada (Canadian Hot 100)                   | 35       |
| Đài Loan (Billboard)                        | 1        |
| Hàn Quốc (Billboard)                        | 1        |
| Hàn Quốc (Circle)                           | 2        |
| Hồng Kông (Billboard)                       | 6        |
| Indonesia (Billboard)                       | 3        |
| Malaysia (Billboard)                        | 4        |
| Nhật Bản (Japan Hot 100)                    | 7        |
| Nhật Bản Digital Singles (Oricon)           | 37       |
| Nhật Bản Streaming (Oricon)                 | 14       |
| New Zealand Hot Singles (RMNZ)              | 1        |
| Philippines (Billboard)                     | 3        |
| Singapore (RIAS)                            | 1        |
| Anh Quốc Indie (OCC)                        | 39       |
| Hoa Kỳ Billboard Hot 100                    | 74       |
| Hoa Kỳ World Digital Song Sales (Billboard) | 3        |
| Úc (ARIA)                                   | 43       |
| Việt Nam (Vietnam Hot 100)                  | 1        |

| Bảng xếp hạng (2023) | Vị trí đỉnh |
| -------------------- | ----------- |
| Hàn Quốc (Circle)    | 2           |

| Bảng xếp hạng (2023)     | Vị trí |
| ------------------------ | ------ |
| Global 200 (Billboard)   | 41     |
| Nhật Bản (Japan Hot 100) | 31     |
| Hàn Quốc (Circle)        | 4      |

| Bảng xếp hạng (2024)     | Vị trí |
| ------------------------ | ------ |
| Hàn Quốc (Circle)        | 59     |
| Nhật Bản (Japan Hot 100) | 77     |

## Chứng nhận
| Quốc gia | Chứng nhận  | Số đơn vị/doanh số chứng nhận |
| --- | ----------- | ----------------------------- |
| New Zealand (RMNZ)                                                                                          | Vàng        | 15.000‡                       |
| Phát trực tuyến                                                                                             |             |                               |
| Nhật Bản (RIAJ)                                                                                             | 2× Bạch kim | 200.000.000                   |
| Hàn Quốc (KMCA)                                                                                             | Bạch kim    | 100.000.000                   |
| ‡ Chứng nhận dựa theo doanh số tiêu thụ và phát trực tuyến. · Chứng nhận dựa theo doanh số phát trực tuyến. |             |                               |

## Lịch sử phát hành
| Quốc gia | Ngày phát hành     | Định dạng                 | Hãng đĩa     | T.k   |
| -------- | ------------------ | ------------------------- | ------------ | ----- |
| Toàn cầu | 2 tháng 1 năm 2023 | Tải xuống phát trực tuyến | ADOR YG Plus | [ 7 ] |